# Notanisus grandis
Notanisus grandis är en stekelart som beskrevs av Senatos 1996. Notanisus grandis ingår i släktet Notanisus och familjen puppglanssteklar.
Artens utbredningsområde är Tadzjikistan. Inga underarter finns listade i Catalogue of Life.